# Wesseling

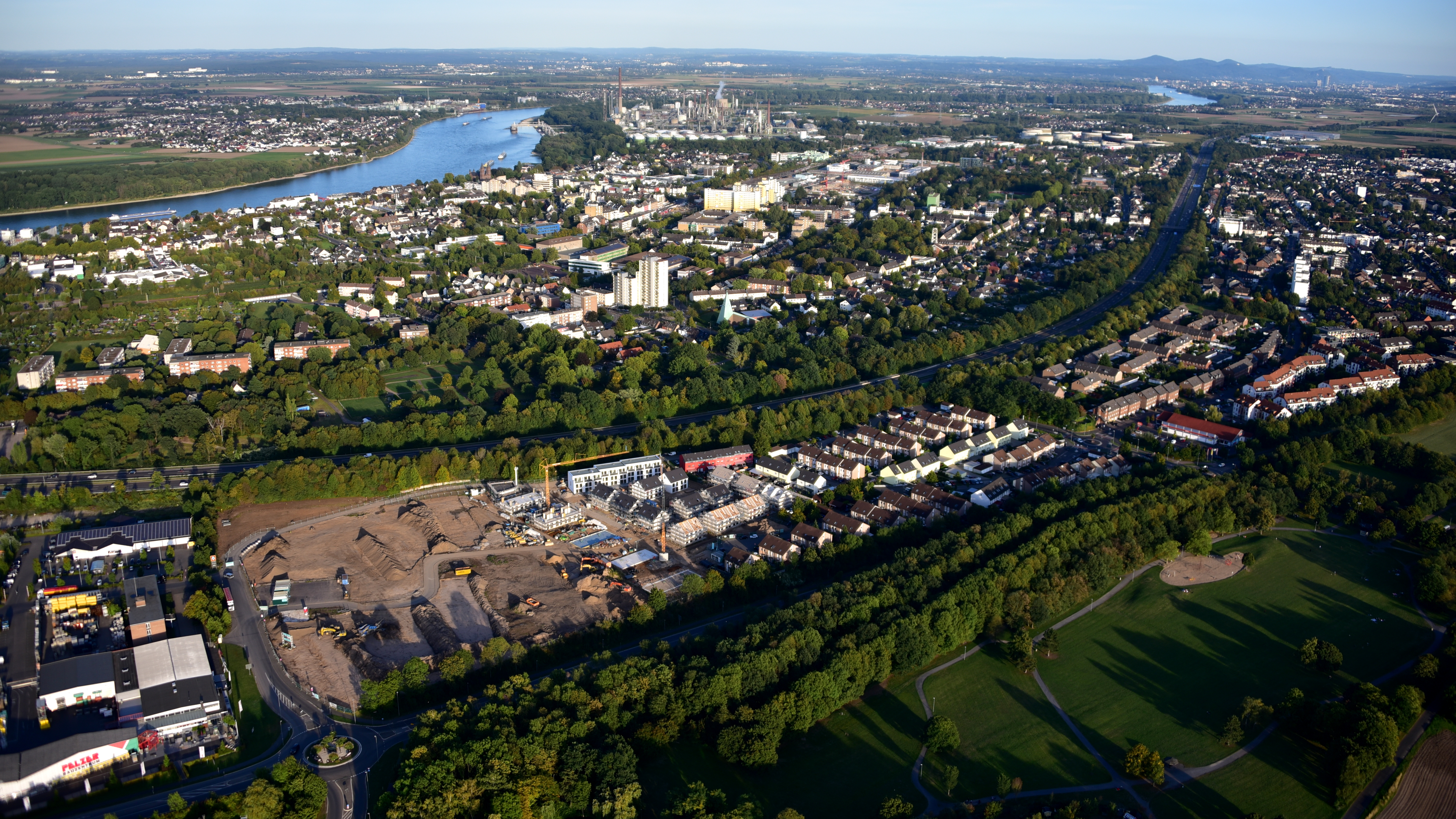
Wesseling, Luftaufnahme (2019)

Wesseling ist eine mittelgroße Stadt im Rhein-Erft-Kreis im Südwesten von Nordrhein-Westfalen und grenzt unmittelbar an den Süden der Stadt Köln. Aufgrund der innerhalb ihrer Stadtgrenzen ansässigen drei Chemiewerke und einer Erdölraffinerie besitzt sie in der internationalen Petrochemieindustrie einen bedeutenden Stellenwert.

## Geographie

### Lage
Wesseling liegt südlich der Kölner Peripherie am linken Rheinufer und grenzt im Norden an die Kölner Stadtteile Meschenich, Immendorf und Godorf. Weitere Nachbarstädte sind Brühl im Westen, Bornheim im Süden und Niederkassel auf der rechten Rheinseite im Osten.

### Stadtgliederung
Unterteilt ist Wesseling in die Stadtteile Wesseling-Mitte, Keldenich, Berzdorf und Urfeld.
| Ortsteil        | Einwohner | Fläche in m² |
| --------------- | --------- | ------------ |
| Wesseling-Mitte | 12.780    | 07.787.685   |
| Keldenich       | 16.180    | 05.535.832   |
| Berzdorf        | 04.915    | 04.293.268   |
| Urfeld          | 04.241    | 05.756.363   |
| Gesamt          | 38.116    | 23.373.148   |

Stand: Juli 2020

## Geschichte

### Bis zum 20. Jahrhundert
Ein nacheiszeitlicher Lagerplatz (ca. 11.500 v. Chr.) einer Federmessergruppe wurde 2008 in Wesseling-Keldenich freigelegt und zeigt im Zusammenhang, dass am Ende der Altsteinzeit in der Region lebende Menschen den Vulkanausbruch am Laacher See erlebt haben.

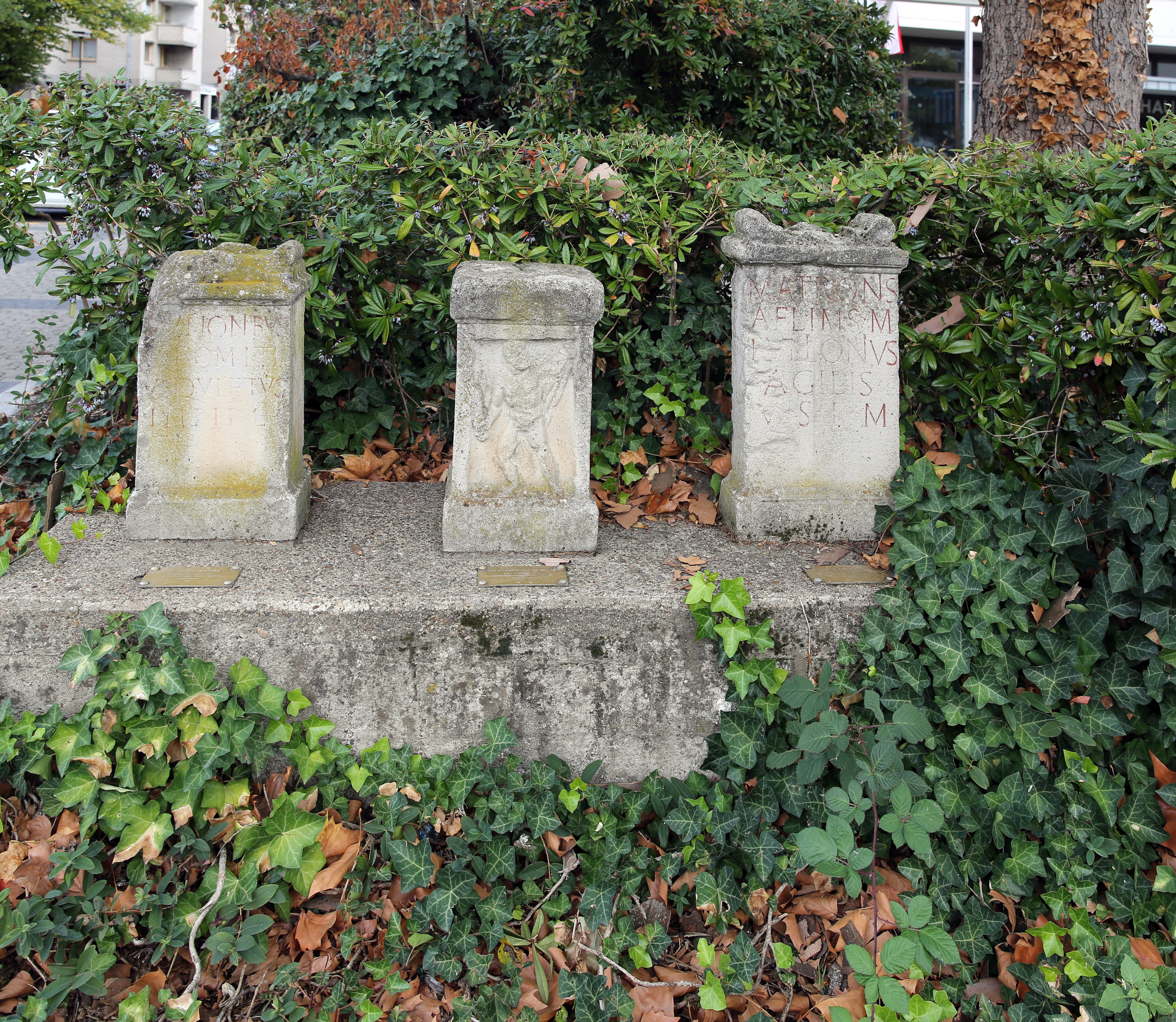
1882 geborgene Weihealtäre vor dem neuen Rathaus

Der Fund römischer Weihealtäre, die Ausgrabung eines römischen Landhauses sowie fränkische Grabfelder sind frühe Belege der Besiedlung des Ortes. Der Ortsname geht auf die 820 n. Chr. an das Kloster Montfaucon überschriebene Gutsherrschaft „Waslicia“ zurück. Der Name „Oberwesseling“ erschien erstmals 1238 als „Weslic superior“ in Dokumenten. Die alten Wortformen „Waslicia“ oder „Weslic“ entstanden, wie das latinisierte „Waslicia“, aus dem Begriff „Waslic“. Dieser lässt sich anscheinend auf „Was(i)liacum“ zurückführen, die Siedlung eines „Was(i)lio“. Mithin gehört es zu der uralten Ortsnamengruppe mit der Endung „-acum“ ähnlich wie „Juliacum“, das heutige Jülich, die Siedlung eines „Julius“.
Um 1700 bestand in Wesseling eine Gespannwechselstelle der Treidelschifffahrt. Bis zur Industrialisierung blieb der Ort zwischen Köln und Bonn aber eher unbedeutend. Erst 1793 deutete ein Gerbereibetrieb auf das kommende Industriezeitalter hin. 1848 wurde in Wesseling ein demokratischer Arbeiterverein gegründet. In diesem Jahr griff auch der Aufstand der Treidler (Rheinhalfen) auf die Wesselinger Treidelstation über, die ihr Gewerbe durch die aufkommende Dampfschifffahrt gefährdet sahen. 1880 gründeten Heinrich und Franz Zimmermann die Chemische Fabrik Wesseling zur Verwertung von Gasreinigungsmasse als Ursprung der heutigen Evonik Chemiewerke im Norden der Stadt.

### 20. Jahrhundert
1904 begann der Bau der Rheinuferbahn von Köln über Wesseling nach Bonn. Eine Querbahn verbindet Wesseling seit 1900 mit Brühl. Diese Strecke dient heute größtenteils dem Güterverkehr.
1932 ergaben die letzten freien Reichstagswahlen in Wesseling für die Deutsche Zentrumspartei: 45 %, gefolgt von KPD: 24 %, SPD: 16 % und NSDAP: 8 %. 1937 wurde die Union Rheinische Braunkohlen Kraftstoff AG (UK) in Wesseling gegründet, heute befindet sich dort an gleicher Stelle die Rheinland Raffinerie der Shell.
Beim Novemberpogrom 1938 brannten SA-Mitglieder das jüdische Bethaus nieder; die im jüdischen Besitz befindlichen Nachbarhäuser wurden ebenfalls Opfer der Flammen. Die Ruine der Synagoge wurde abgetragen und dort während des Krieges ein Bunker errichtet. Die Häuser jüdischer Bürger in der Nordstraße und der Langgasse wurden demoliert. Viele jüdische Bürger verließen danach die Stadt, die Verbliebenen wurden in „Judenhäuser“ in Köln untergebracht und wurden in den Konzentrations- und Vernichtungslagern ermordet. Nach Kriegsende wurde auf dem jüdischen Friedhof ein Gedenkstein errichtet. Ab 2014 wurden vom Künstler Gunter Demnig Stolpersteine zur Erinnerung an die Opfer verlegt.
Im Zweiten Weltkrieg waren 1939 bis 1945 in der Wesselinger Industrie etwa 10.000 Fremd- und Zwangsarbeiter beschäftigt. Die Stadt selbst zählte zum Vergleich nur 7.500 Einwohner. Die zum großen Teil in der UK und der Deutschen Norton beschäftigten Zwangsarbeiter waren in Holzbarackenlagern. untergebracht. Das sogenannte „Südlager“ befand sich neben der heutigen Haltestelle in Wesseling-Süd.
Ein weiteres Barackenlager lag direkt am Rhein, das sogenannte „Rheinlager“.
Wesseling wurde – ähnlich wie Köln – Anfang März 1945 im Rahmen der Operation Lumberjack von der 1. US-Armee erobert und besetzt.
Bei den ersten Gemeindewahlen 1946 erzielten CDU 51,2 %; SPD 31,1 % und KPD 17,7 %. Nachdem Bonn 1949 Regierungssitz der Bundesrepublik Deutschland geworden war, war ein im Wesselinger Rheinpark gelegenes Gebäude (heutiges AWO-Haus) zunächst Residenz des Botschafters von Venezuela, dann ab 1954  ein Standort der Botschaft von Brasilien (siehe auch Liste der diplomatischen Vertretungen in Bonn).
Am 1. August 1969 wurde der Ortsteil Urfeld der Gemeinde Hersel nach Wesseling umgegliedert, während der Hauptteil der Gemeinde Hersel in die Stadt Bornheim eingegliedert wurde. Am 1. Juli 1970 wurde ein Teil der Gemeinde Bornheim mit damals etwa 125 Einwohnern nach Wesseling umgegliedert. Am 3. Oktober 1972 erhielt die Gemeinde den Titel Stadt.
Am 1. Januar 1975 wurde Wesseling durch § 1 Abs. 1 des Köln-Gesetzes in die Stadt Köln eingemeindet, erhielt aber nach erfolgreicher Klage mit Wirkung zum 1. Juli 1976 seine Selbständigkeit zurück. Dies bedeutete auch, dass Köln trotz der Eingemeindungen nicht mehr eine Millionenstadt war. Diesen Status erreichte Köln erst 2010 wieder. Bis zur Eingemeindung gehörte Wesseling dem Landkreis Köln an. Infolge der Ausgliederung gelangte Wesseling zum Erftkreis, der erst eineinhalb Jahre zuvor neugebildet worden war.

## Politik

### Stadtrat

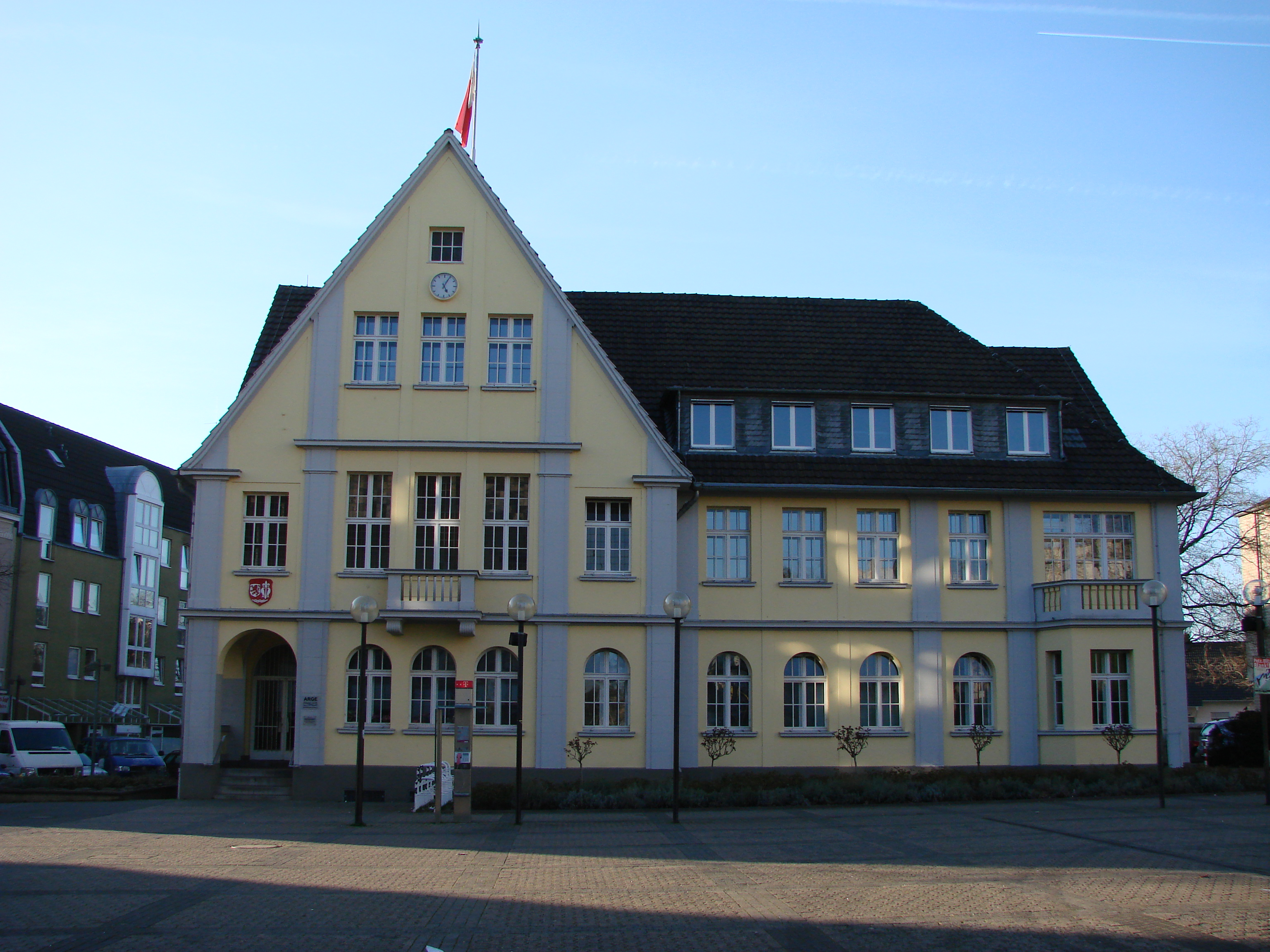
Wesseling, Altes Rathaus

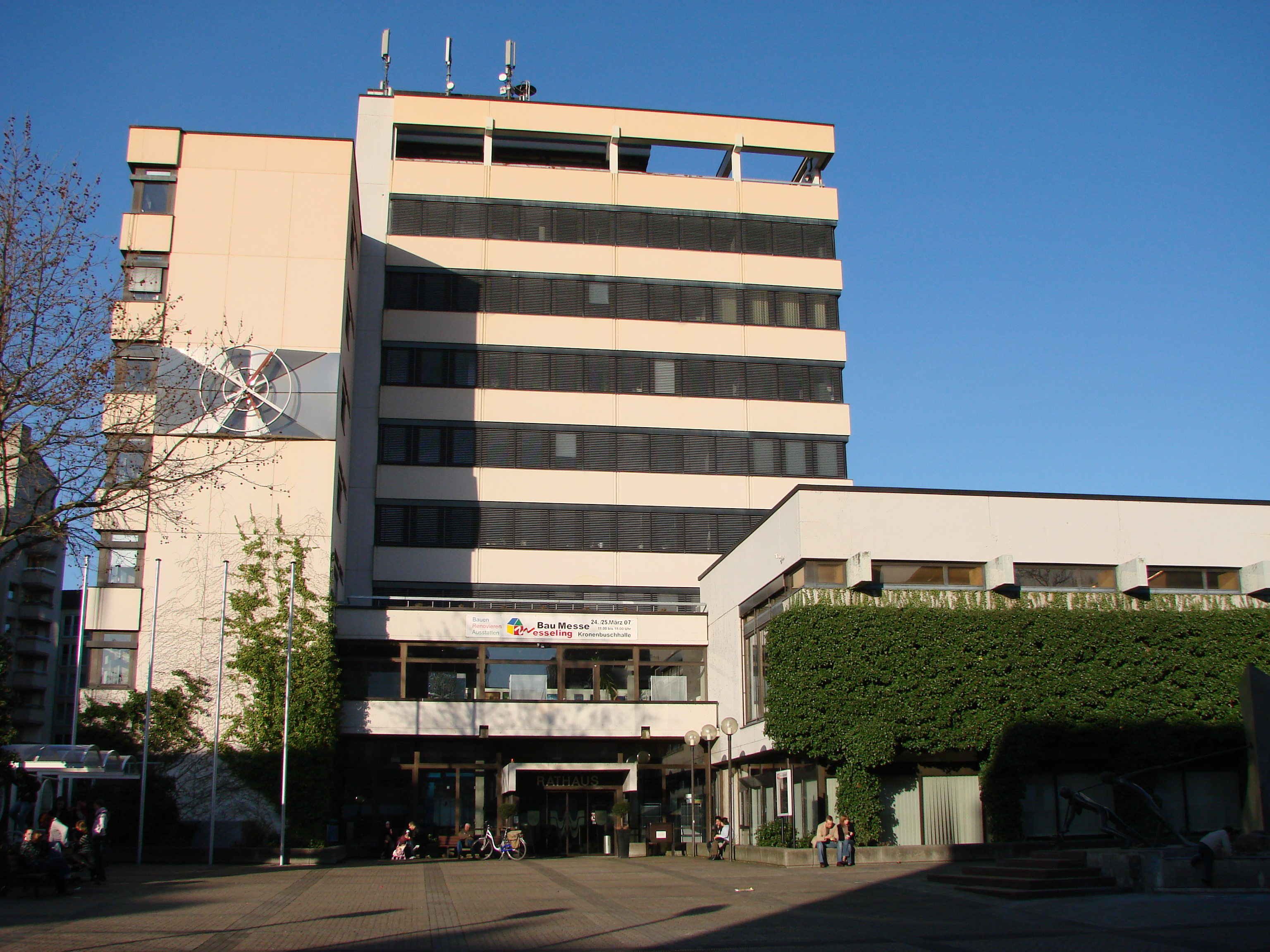
Wesseling, Neues Rathaus

Die Kommunalwahlen seit 2009 führten zu folgenden Ergebnissen:
| Jahr |               | CDU     | SPD     | FDP     | Grüne   | Linke  | WIR/FW | Wahlbeteiligung |
| ---- | ------------- | ------- | ------- | ------- | ------- | ------ | ------ | --------------- |
| 2020 | Stimmenanteil | 38,67 % | 31,93 % | 5,47 %  | 14,71 % | 3,62 % | 5,60 % | 46,92 %         |
| 2020 | Sitze         | 15      | 12      | 2       | 6       | 1      | 2      | 46,92 %         |
| 2014 | Stimmenanteil | 44,92 % | 34,00 % | 5,09 %  | 8,33 %  | 3,54 % | 4,13 % | 49,6 %          |
| 2014 | Sitze         | 17      | 13      | 2       | 3       | 1      | 2      | 49,6 %          |
| 2009 | Stimmenanteil | 40,93 % | 29,83 % | 12,26 % | 8,48 %  | 4,46 % | 4,05 % | 54,30 %         |
| 2009 | Sitze         | 16      | 12      | 5       | 3       | 2      | 2      | 54,30 %         |

### Bürgermeister
Bürgermeister ist seit dem 17. November 2022 Ralph Manzke (SPD). Er wurde in der Bürgermeisterstichwahl am 13. November 2022 mit 54,08 % der abgegebenen Stimmen gewählt. Sein Vorgänger Erwin Esser (SPD) war am 30. Mai 2022 aus gesundheitlichen Gründen von seinem Amt zurückgetreten.

#### Bürgermeister seit Neugliederung 1976 durch Köln-Gesetz
- Alfons Müller (CDU) 1976–1994
- Rüdiger Kibilka (SPD) 1994–1999
- Günter Ditgens (CDU) 1999–2009
- Hans-Peter Haupt (CDU) 2009–2014
- Erwin Esser (SPD) 2014–2022
- Ralph Manzke (SPD) seit 2022

### Städtepartnerschaften
Wesseling unterhält Städtepartnerschaften mit
- Pontivy in Frankreich (seit 1972)
- West Devon im Vereinigten Königreich (seit 1983)
- Traunstein in Bayern (seit 1984)
- Leuna in Sachsen-Anhalt (seit 1990)

Hissflagge
Bannerflagge

### Wappen und Flagge
| Wappen der Stadt Wesseling | Blasonierung: „In Rot rechts ein Schildchen, darin in Silber ein doppelschwänziger roter Löwe, links ein silberner Lilienstab (Gleve) mit erniedrigter Mittelkreuzsprosse, auf dessen beiden Enden zwei einander zugekehrte silberne Vögel.“ |
| Wappen der Stadt Wesseling | Wappenbegründung: Das Wappen wurde durch Erlass des Oberpräsidenten der Rheinprovinz vom 4. Januar 1937 verliehen. Es ist mit nur geringen Veränderungen aus dem jüngeren Schöffensiegel des 14. Jahrhunderts entwickelt worden. Dieser doppelschwänzige Bergische Löwe, ohne die blaue Krone und die blaue Bewehrung, weist auf den früheren Landesherren hin. Wesseling gehörte zum Territorialgebiet der Grafen von Sayn, wobei dessen Herrschaftssitz auf der Löwenburg infolge zahlreicher Besitzerwechsel im Jahr 1484 an die Herzöge von Berg und damit an das Herzogtum Berg fiel. Wesseling gehörte damit verwaltungsmäßig und gerichtlich zum Amt Löwenburg. Der Lebensbaum, ein altes christliches Symbol, findet sich auf dem Schöffensiegel der Freiheit Nieder-Wesseling aus dem 14. Jahrhundert. |

## Wirtschaft

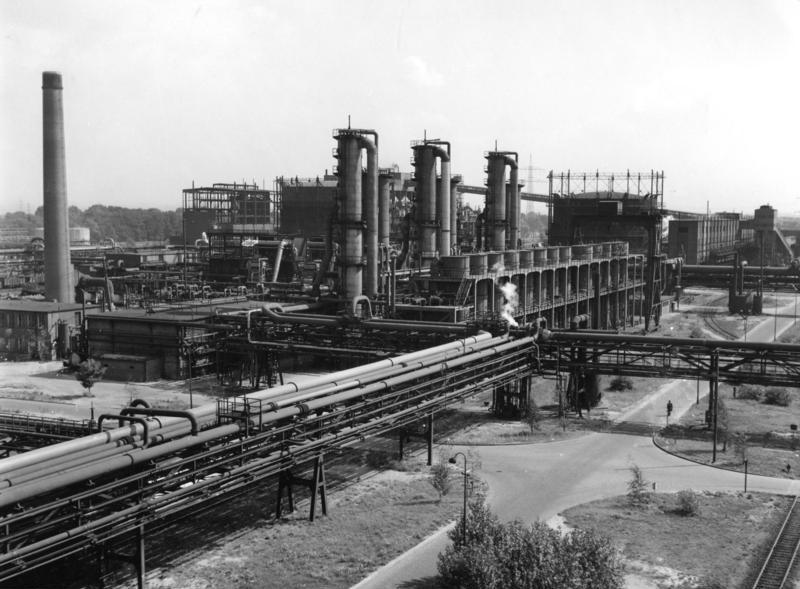
Union-Kraftstoffwerk Wesseling, August 1953 (Bild Bundesarchiv)

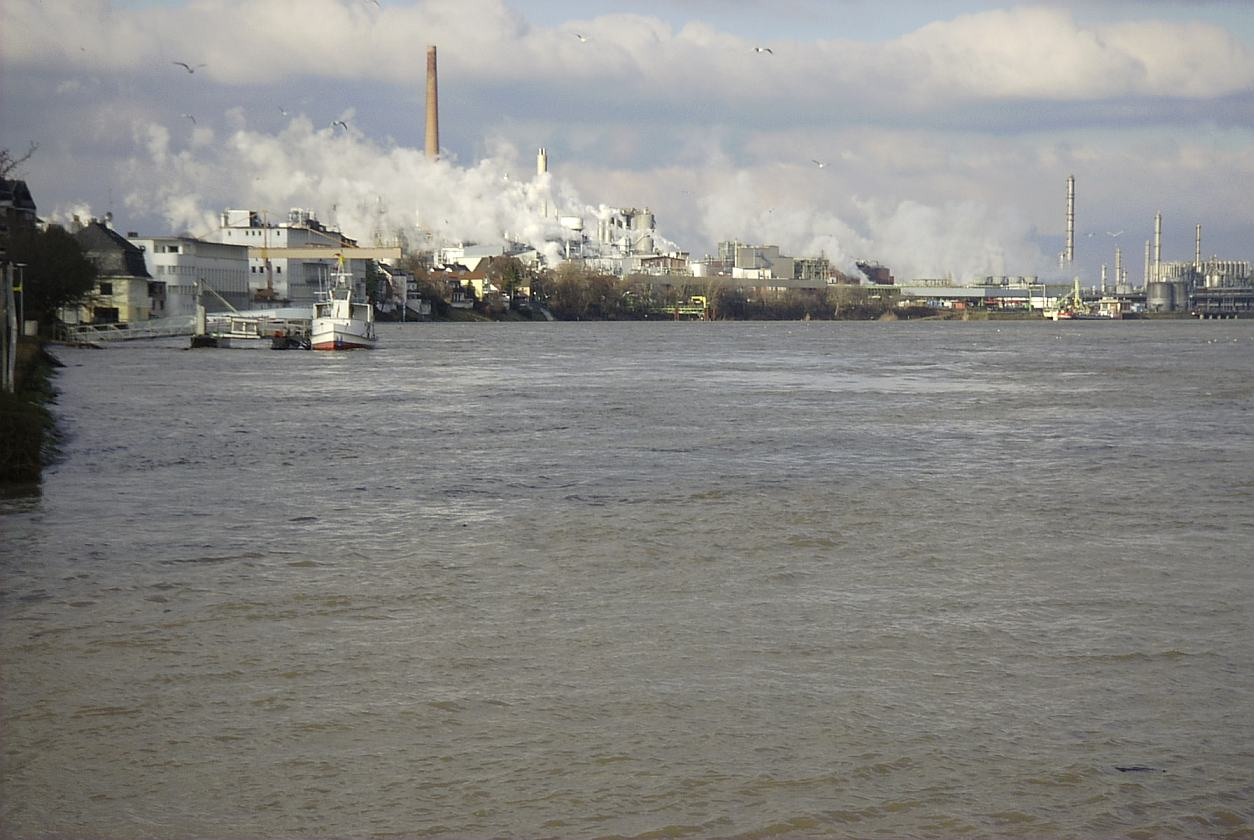
Blick vom Wesselinger Rheinufer auf die chemische Industrie

Auf dem Gebiet der Stadt Wesseling liegen mehrere große Betriebe der chemischen Industrie, so unter anderem die Werke der Unternehmen Braskem, Evonik (vormals Degussa) und Lyondellbasell (vormals Rheinische Olefinwerke und Elenac), sowie ein Werksteil der Rheinland Raffinerie von Shell (vormals DEA und Union Kraftstoff Wesseling). Die Raffinerie ist über eine Pipeline mit Wilhelmshaven und Rotterdam verbunden, woher sie ihr Rohöl bezieht.
Seit 2001 fungiert Wesseling zudem als Standort der deutschen Tochtergesellschaft des japanischen Automobilherstellers Nissan, der auf einem umgebauten Teil des Werkes des Unternehmens Saint-Gobain seine Firmenzentrale und eine Akademie betreibt.
Im Kammerbezirk der Industrie- und Handelskammer zu Köln hat Wesseling den größten prozentualen Anteil an Gewerbeflächen.

## Verkehr

### Straßenverkehr

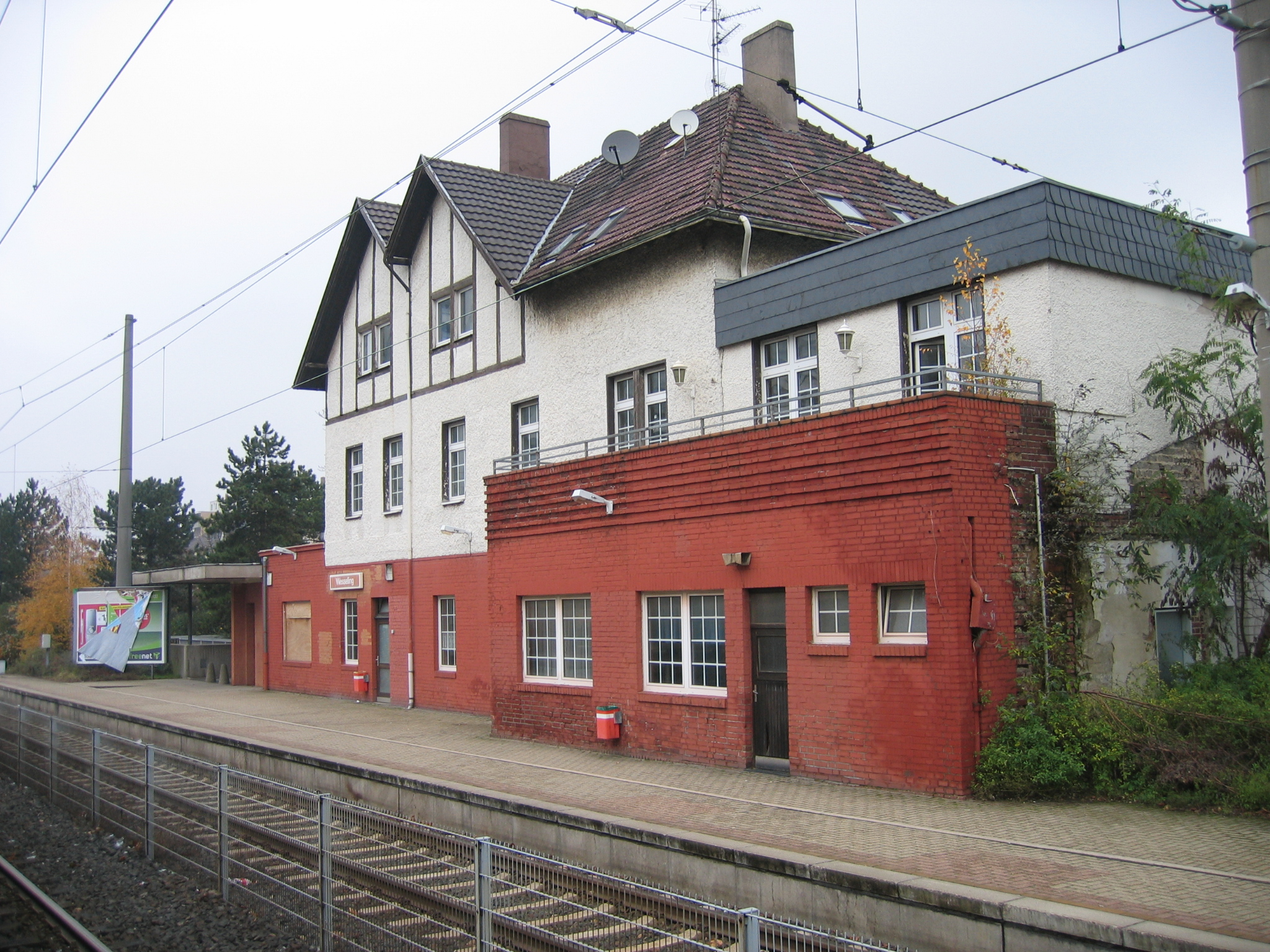
Bahnhofsgebäude des Bahnhofs Wesseling (Stadtbahnlinie 16)

Wesseling ist über die Autobahnen A 555 (Bonn–Köln) und A 553 (Bliesheim–Brühl) erreichbar. Letztere stellt die Verbindung zu den Autobahnen A 61 und A 1 her. Die A 555 war die erste in Deutschland für den öffentlichen Verkehr freigegebene Kraftfahrstraße.

Im innerstädtischen Verkehr werden Kreuzungen durch Kreisel ersetzt. Der älteste und großzügigste befindet sich seit Ende der 1950er Jahre an der Kreuzung Mühlenweg/Hubertusstraße. Durch gärtnerische und künstlerische Gestaltung dieser Kreisel soll deren Akzeptanz gefördert werden. Im Kreisel Ahrstraße/Siebengebirgsstraße steht seit 2006 eine von der benachbarten Firma Shell gefertigte Metallskulptur, nach einem Entwurf des Hürther Kulturpreisträgers Willi Laschet.

### Schienenverkehr
Die Rheinuferbahn der Häfen und Güterverkehr Köln (HGK) verbindet Wesseling mit Köln und Bonn. Seit 1978 wird sie von der Stadtbahnlinie 16 der Kölner Verkehrsbetriebe (KVB) und der Stadtwerke Bonn (SWB) befahren, wobei die Stadtbahnzüge bis ins Bonner und Kölner Stadtbahnnetz durchgebunden werden. Innerhalb von Wesseling werden die Stationen Wesseling Nord, Wesseling, Wesseling Süd und Urfeld bedient. Von HGK wird auf der Strecke Schienengüterverkehr durchgeführt.
| Linie | Verlauf / Anmerkungen | Takt (Mo–Fr) |
| ----- | --- | ------------ |
| 16    | Niehl – Amsterdamer Straße/Gürtel – U Reichenspergerplatz – U Ebertplatz – U Breslauer Platz/Hbf – U Dom/Hbf – U Appellhofplatz (Breite Straße) – U Neumarkt – Barbarossaplatz – Chlodwigplatz – Ubierring – Marienburg – Rodenkirchen – Sürth – Godorf – Wesseling Nord – Wesseling – Wesseling Süd – Urfeld – Widdig – Uedorf – Hersel – Tannenbusch Mitte – Tannenbusch Süd – Propsthof Nord – Bonn West – U Bonn Hbf – U Universität/Markt – U Juridicum – U Bundesrechnungshof/Auswärtiges Amt – U Museum Koenig – U Heussallee/Museumsmeile – Ollenhauerstraße – Olof-Palme-Allee – Max-Löbner-Straße/Friesdorf – Hochkreuz/Deutsches Museum Bonn – U Wurzerstraße – U Plittersdorfer Straße – U Bonn-Bad Godesberg Bf – U Bad Godesberg Stadthalle | 10 min       |

Die Querbahn nach Brühl ist heute nur noch im Güterverkehr bedeutsam, indem sie den Hafen Köln-Godorf an das Schienennetz der Deutschen Bahn anbindet. Der Hafen Godorf selbst hatte ehemals große Bedeutung für den Absatz der Briketts aus dem Rheinischen Braunkohlerevier.

### Busverkehr
Die Stadtbuslinie 721 der Stadtwerke Wesseling erschließt die verschiedenen Ortsteile der Stadt und verbindet diese mit dem Stadtzentrum. Dort besteht Anschluss zur Stadtbahnlinie 16 und die Buslinie 930 in die Nachbarstadt Brühl, die von der Rhein-Erft-Verkehrsgesellschaft mbH (REVG) betrieben wird. Zum 10. Juni 2012 wurde mit dem TaxiBus 722 erstmals eine Linienverbindung zwischen Wesseling und dem Bornheimer Stadtteil Sechtem geschaffen. Der Schnellbus SB 92/93 fährt seit Winter 2020 direkt zu weiteren Städten im Rhein-Erft-Kreis. Wesseling gehört zum Tarifgebiet des Verkehrsverbundes Rhein-Sieg (VRS).
| Linie | Verlauf                                                                                                 |
| ----- | --- |
| 721   | Urfeld – Wesseling (Stadtbahn)                                                                          |
| 722   | TaxiBus: Sechtem Bf – Keldenich – Wesseling (Stadtbahn) – Berzdorf                                      |
| 723   | Keldenich – Wesseling (Stadtbahn)                                                                       |
| 930   | Brühl Mitte (Stadtbahn) – Brühl Bf – Berzdorf – Wesseling (Stadtbahn) (– Keldenich)                     |
| SB92  | Schnellbus: Elsdorf Busbf – Bergheim – Kenten Martinswerk – Quadrath-Ichendorf – Ahe – Sindorf – Kerpen |
| SB93  | Schnellbus: Kerpen – Lechenich – Liblar – Heide – Brühl – Wesseling                                     |

### Rheinfähre
Die Personen- und Zweiradfähre RheinSchwan verbindet seit dem 14. Oktober 2017 Wesseling mit Niederkassel-Lülsdorf auf der gegenüberliegenden Rheinseite durch eine neue Fährverbindung. Die RheinSchwan löst die seit Jahrzehnten bestehende Fährverbindung, die durch die Marienfels bestand, ab.

## Kultur

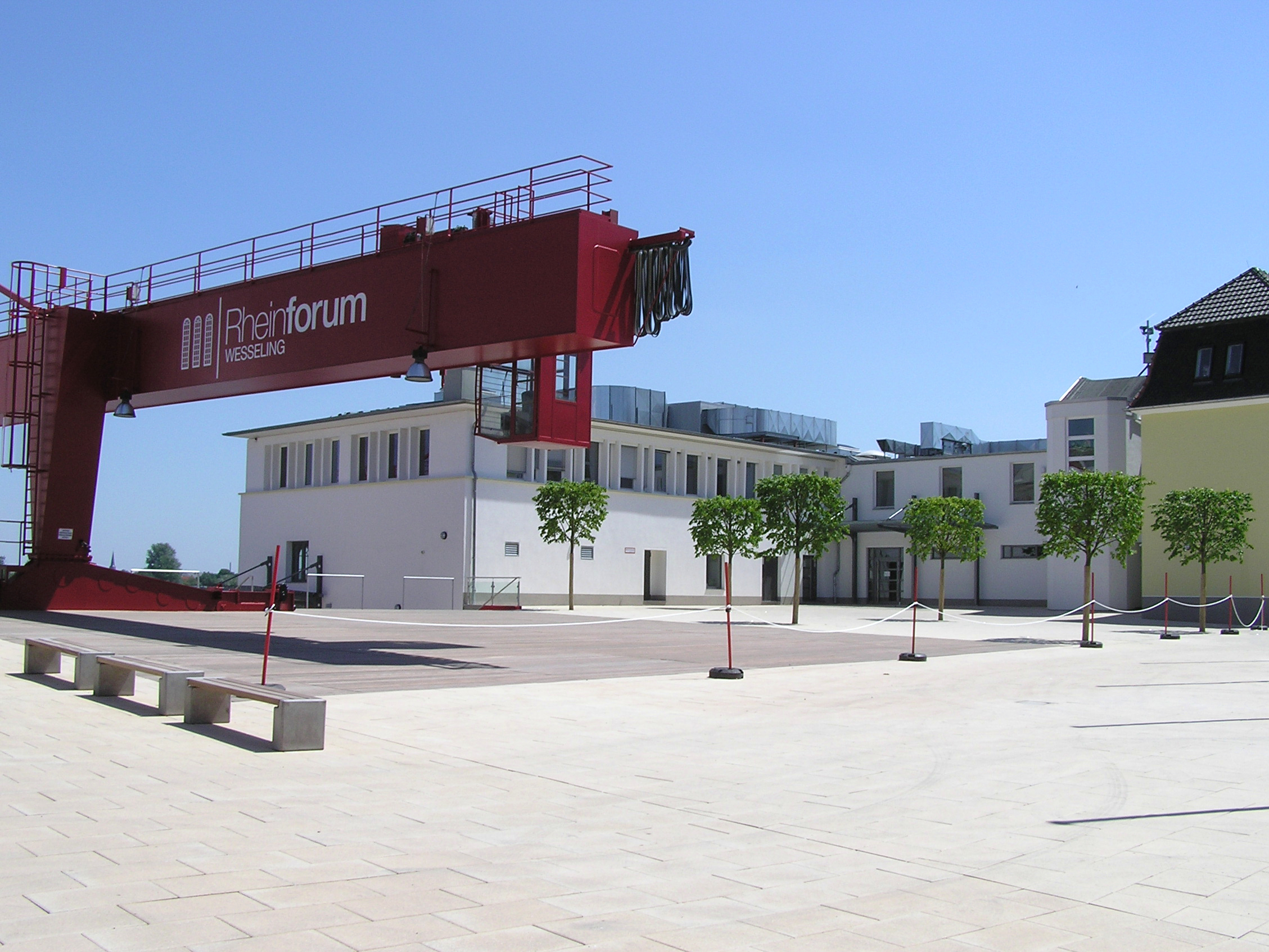
Die Veranstaltungshalle „Rheinforum“

Die Stadt bietet ein ausgedehntes Kulturprogramm an und konnte 2004 dem Phoenix Theater erstmals eigene Räumlichkeiten in der neuen Veranstaltungshalle „Rheinforum“ anbieten. Tradition hat das Jazz-Festival „Live im Lessing“. Seit 2005 ist mit der neuen Festhalle auch im Stadtteil Urfeld eine großzügige Sport- und Veranstaltungsstätte vorhanden, die unter anderem von den Musikfreunden Urfeld genutzt wird. Seit 2009 findet im Außenbereich der Halle auch jedes Jahr zu Pfingsten der „Tag der Blasmusik“ statt, den die Musikfreunde seit 1975 bis dahin jährlich auf dem Schulhof der Alten Urfelder Rheinschule veranstaltet hatten. An jedem letzten Samstag im November findet das Jahreskonzert der HCC Bigband in der Aula der Lessingschule an der Gartenstraße statt. Im Mai 2010 fand das erste Wesselinger Musikfestival  „RheinKlang 669“ mit Livemusik in der Innenstadt sowie in verschiedenen Kneipen statt.
Im Schulzentrum der Stadt gibt es ein Gymnasium sowie eine Real- und eine Hauptschule nebst Mensa, außerdem eine Fünffachturnhalle. Der Rat der Stadt Wesseling hat im September 2020 die Gründung einer Gesamtschule beschlossen, dafür sollen Real- und Hauptschule auslaufen. Außerdem ist Wesseling einer der beiden Berufsschulstandorte des Goldenberg-Europakollegs in Hürth und unterhält insgesamt sechs Grundschulen. Neben dem nach der Wesselinger Olympiasiegerin benannten „Ulrike-Meyfarth-Stadion“ stehen diverse Anlagen für den Vereinssport zur Verfügung, ergänzt durch zwei städtische Hallenbäder.

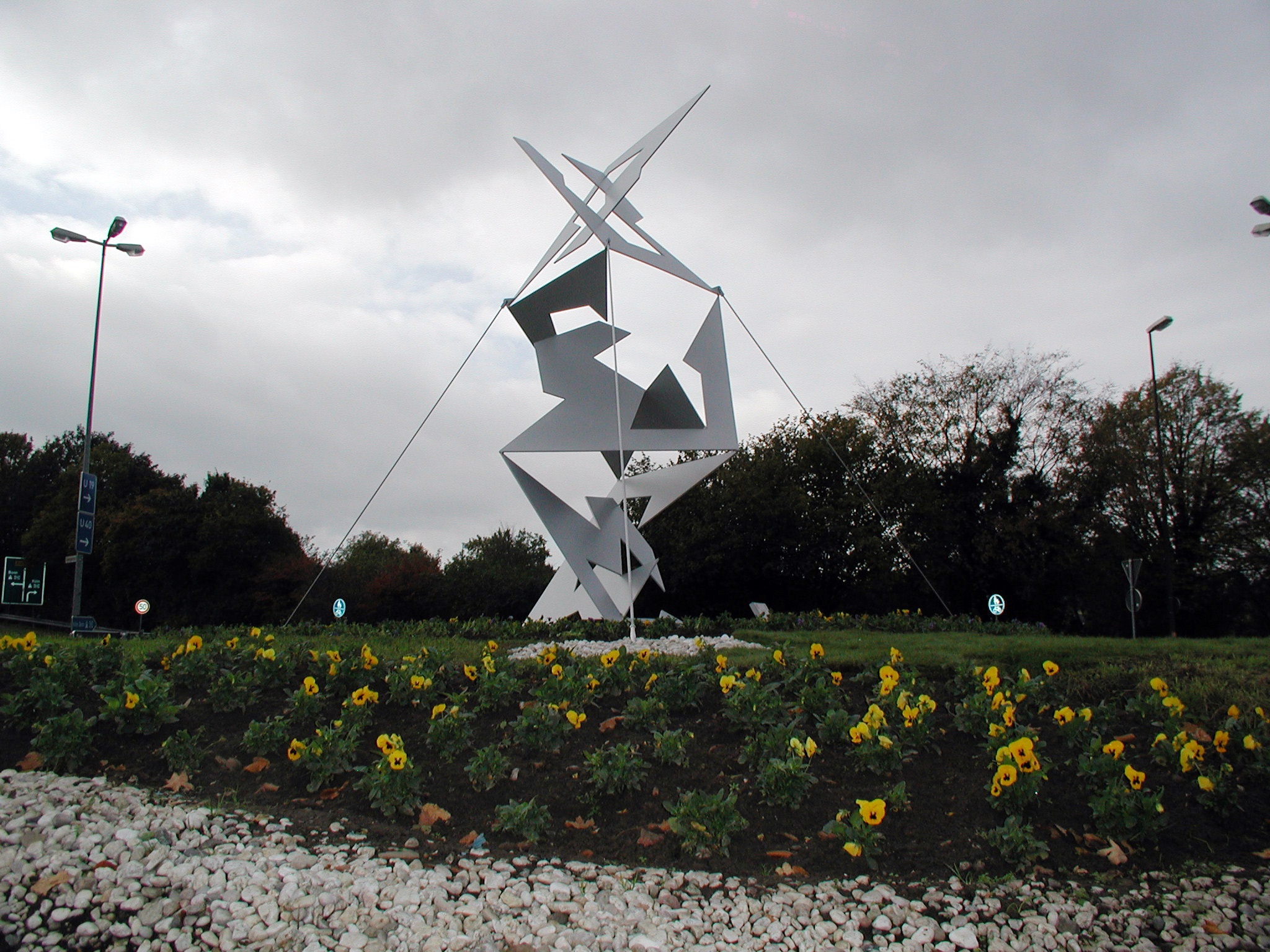
Skulptur Willi Laschet, Oktober 2006

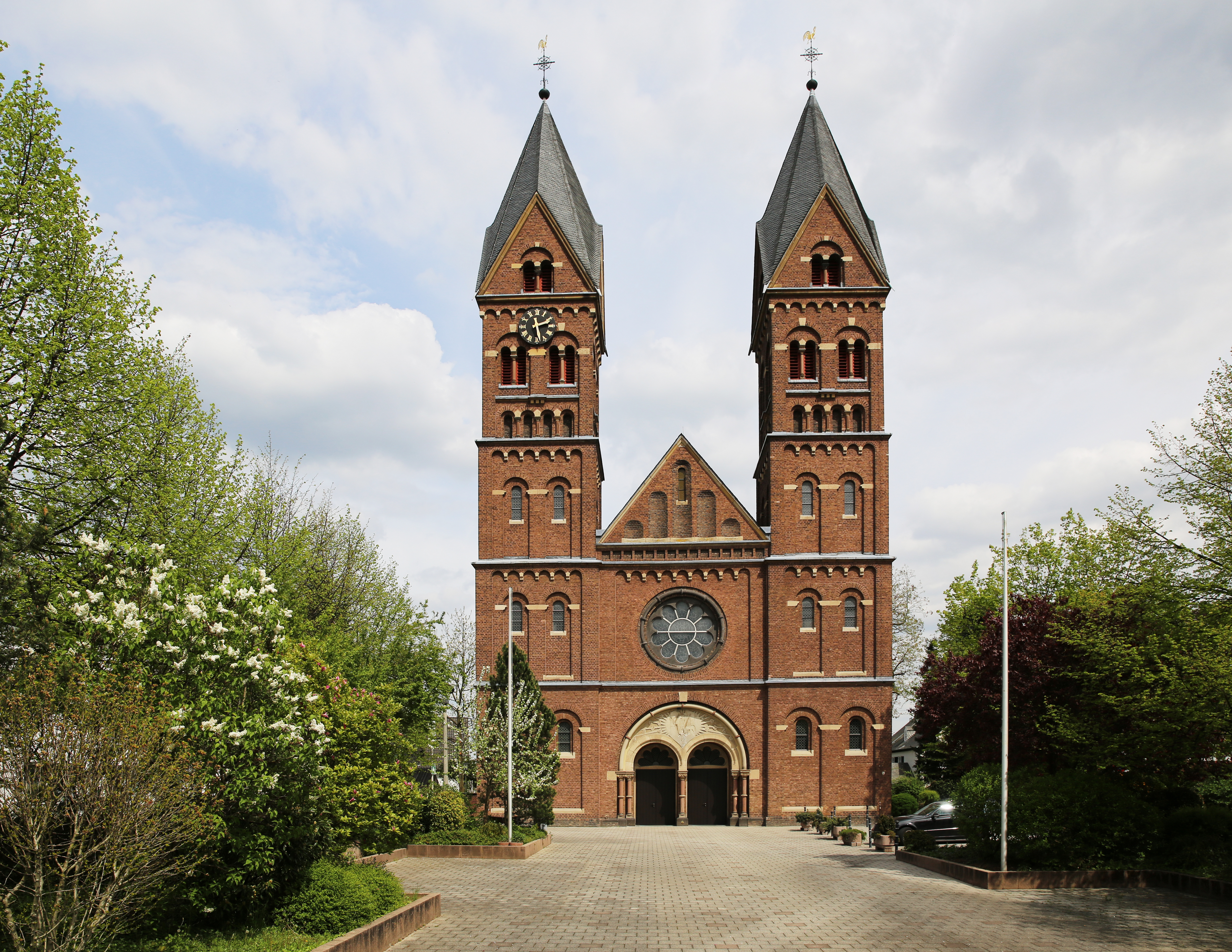
Katholische Pfarrkirche St. Germanus

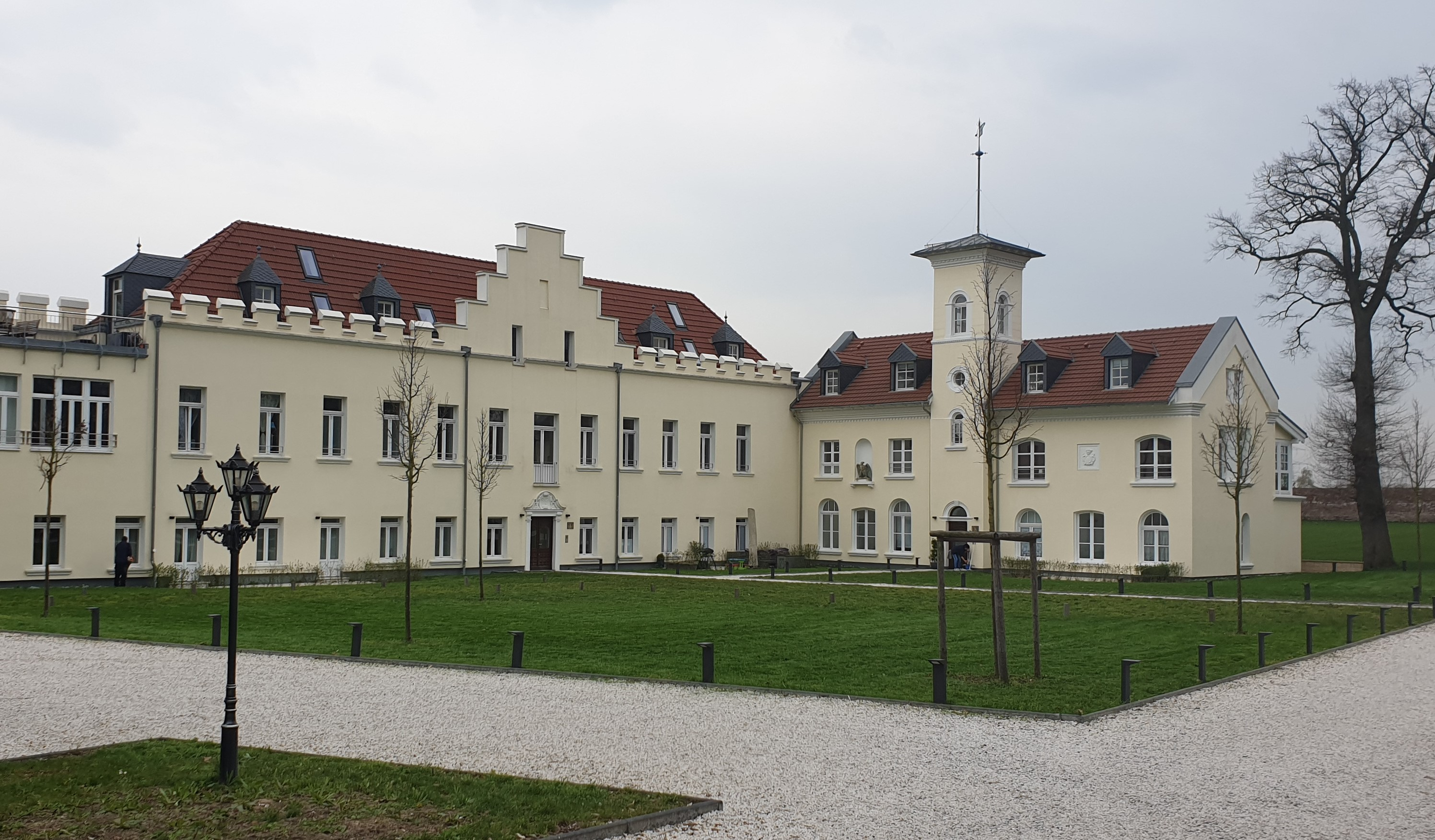
Godorfer Burg (2019)

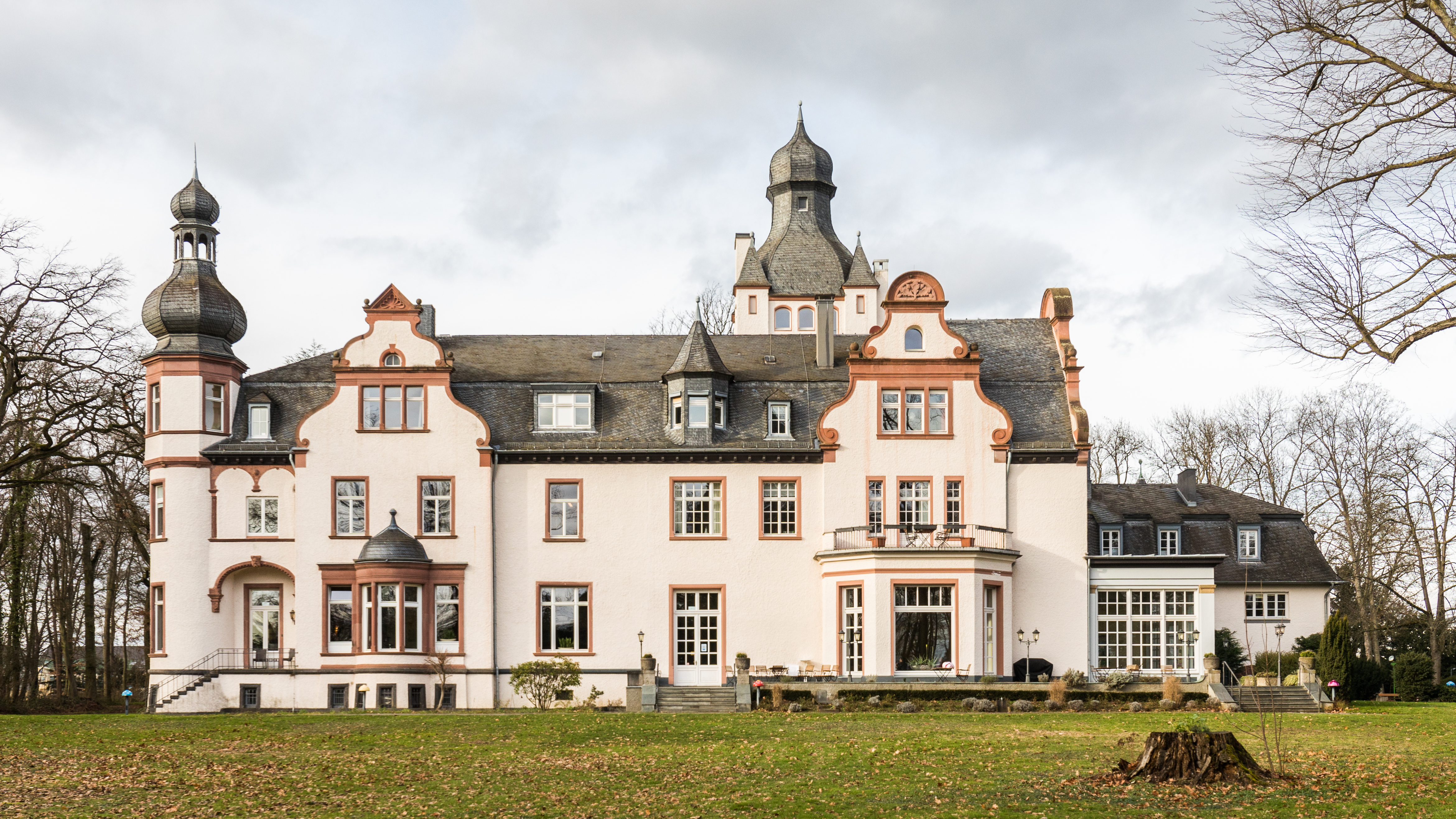
Schloss Eichholz (2021)

## Bauwerke und Sehenswürdigkeiten
- Godorfer Burg und Hof in Berzdorf, 1173 als Besitz des Stifts zu Schwarzrheindorf erwähnt. Das heutige Burggebäude stammt als Beispiel der Burgenromantik aus dem Jahr 1871.
- Berzdorfer Wasserturm von 1894.
- Katholische Pfarrkirche St. Germanus am Rhein, erbaut von Theodor Kremer 1894.
- Luziakapelle auf dem Rheindeich am Sioniterhof, im Kern aus dem 13. Jahrhundert.
- Heilig-Kreuz-Kapelle von 1716 am Dikopshof.
- Jüdischer Friedhof mit 81 Grabsteinen an der Römerstraße. Nach 1945 wurde von der Gemeinde Wesseling ein Gedenkstein errichtet. Der Friedhof, der in den späten 1950er Jahren von Neonazis geschändet wurde, befindet sich heute in einem gepflegten Zustand.
- Die Mimar-Sinan-Moschee, die 1987 erbaut wurde.
- Dietkirchener Hof in Urfeld, seit 1113 urkundlich nachweisbar, Wohngebäude aus dem 19. Jh., 1933 bis 1939 diente der Hof als Kibbuz Bamaaleh jüdischen Palästina-Auswanderern als Ausbildungsstätte.
- Kaderhof in Urfeld, über dem Portal das Chronogramm für 1792: Has aeDes aere proprIo stVXIt Ioannes IosephVs CorMan benefICIatVs eX BLIntrop (Johann Joseph Corman, Lehnsmann aus Blintrop, hat dieses Haus aus eigenem Vermögen gebaut).
- Bronx-Rock-Kletterhalle im Gewerbegebiet Rheinbogen, größte Indoorkletterhalle Deutschlands. Hallenhöhe bis zu 16,50 m.
- Altes Rathaus Wesseling, im Vorspann der RTL-Serie „Das Amt“ zu sehen.
- Eisenbahnmuseum der Köln-Bonner Eisenbahn-Freunde e. V.[24][25][26]
- Filmmuseum Romboy mit angeschlossenem Museumskino.[27]
- Das Naturschutzgebiet Entenfang mit einer Fläche von über 75.000 m² ist eines der wenigen Reste der ursprünglichen Auenlandschaften in der Köln-Bonner Bucht und stellt damit ein geologisches Denkmal in der Landschaftsgeschichte des südlichen Niederrheins dar. Durch intelligente botanische Aufforstung und aufwändige Erweiterungen der Grünflächen wurde zusätzlich ein attraktives Naherholungsgebiet geschaffen.

## Persönlichkeiten

### Söhne und Töchter der Stadt
- Johann Heinrich Stein (1773–1820), Bankier
- Carl August Joest (1858–1942), Rittergutsbesitzer von Schloss Eichholz
- Ludwig Bopp (1869–1930), Architekt
- Bernhard Wedler (1895–1975), Bauingenieur
- Josef Scheuren (1898–1972), Politiker (Bundestagsabgeordneter 1953–1965)
- Jean Paul Schmitz (1899–1970), Maler und Hörikünstler
- Georges Schmitz (1925–1983), Psychologe
- Paul Nagel (1925–2016), Bildhauer, Maler, Kunstschmied und Architekt
- Franz Durant (1927–2015), Politiker (Wesselinger Stadtdirektor 1963–1974)
- Heinz Joachim Held (* 1928), Theologe
- Alfons Müller (1931–2003), Politiker (Wesselinger Bürgermeister 1976–1994, Bundestagsabgeordneter 1980–1994, Bundesvorsitzender der KAB 1971–1991)
- Hans Geulig (1934–2004), Maler und Grafiker
- Manfred Romboy (* 1936), Kameramann, Publizist und Museumsleiter
- Heinz Günter Horn (* 1940), Archäologe
- Marlene Posner-Landsch (* 1941), Semiotikerin und Kommunikationstheoretikerin
- Kabir Stori (1942–2006), Schriftsteller und Förderer der paschtunischen Sprache
- Albert Klütsch (* 1944), Politiker (Landtagsabgeordneter 1980–1990)
- Wolfgang Baumeister (* 1946), Biophysiker
- Günter Ditgens (* 1946), Politiker (Wesselinger Bürgermeister 1999–2009)
- Ursula Knott (* 1947), Politikerin (Landtagsabgeordnete 1985–1990)
- Hubert Tintelott (* 1947), Funktionär (Generalsekretär des internationalen Kolpingwerkes 1973–2012)
- Jürgen Faßbender (* 1948), Moderator, Unternehmer und Tennisspieler (mehrfacher Deutscher Meister und Davis-Cup-Teilnehmer)
- Adalbert Fuhrmann (1954–2008), Fußballspieler und Mediziner
- Jürgen Nimptsch (* 1954), Lehrer und Politiker (Bonner Oberbürgermeister 2009–2015)
- Ulrike Meyfarth (* 1956), Hochspringerin (zweimalige Olympiasiegerin in München 1972 sowie Los Angeles 1984)
- Nikolaus Bienefeld (* 1958), Architekt und Hochschullehrer
- Erwin Esser (* 1958), Politiker, (Wesselinger Bürgermeister 20014–2022)
- Detlef Zillikens (1958–2022), Dermatologe
- Iris Lewandowski (* 1964), Hochschullehrerin für Pflanzenbau und Co-Vorsitzende des Bioökonomierates
- Martin Perscheid (1966–2021), Werbegrafiker, Cartoonist und Autor
- Michael Rohrschneider (* 1966), Neuzeithistoriker
- Hans-Peter Haupt (* 1967), Politiker (Wesselinger Bürgermeister 2009–2014)
- Sven Helbach (* 1976), Kickboxer
- Nilz Bokelberg (* 1976), Moderator und Sänger
- Dominic Reinold (* 1989), Fußballspieler
- Audrey Knopp (* 1990), Fußballspielerin
- Sara Doorsoun-Khajeh (* 1991), Fußballspielerin
- Hervenogi Unzola (* 1992), Fußballspieler
- André Mandt (* 1993), Fußballspieler

### Träger des Ehrenringes der Stadt Wesseling
Der Ehrenring der Stadt Wesseling ist eine von der Stadt Wesseling verliehene Auszeichnung.
- 28. April 1970 Friedrich Wilhelm Schmidt
- 17. September 1974 Hans Heinen
- 20. Dezember 1977 Dieter Sellner
- 30. Januar 1979 Eduard Welty
- 19. Juni 1979 Heinrich Nagel, Mathias Scheidberger
- 18. Mai 1982 Alfons Müller
- 25. Juni 1985 Ulrich Römer
- 28. Januar 1986 Robert Latzel
- 15. Juli 1986 Wolfgang Andreas, Christian Bernartz
- 13. Dezember 1988 Horst Schmidt
- 12. Juni 1990 Fred Loose
- 5. März 1991 Franz Durant
- 22. Oktober 1991 Hans (Jean) Riemann
- 23. Juni 1994 Marianne Andreas, Peter Jansen, Karl-Friedrich Krings
- 12. November 1994 Paul-Heinz Meimeth, Jakob Sölla
- 2. Juli 1996 Gerhard Clausen
- 8. Oktober 1996 Marianne Schneider
- 20. Juni 1998 Reinhard Konda
- 15. Juni 1999 Ulfried Schwencke
- 7. Dezember 1999 Peter Möllmann
- 18. Dezember 2001 Irma Knopf, Msgr. Lothar Maßberg
- 21. Dezember 2004 Klaus Ebert
- 15. Dezember 2009 Hildegard Hergett (postum), Fritz Graf
- 30. März 2012 Bernhard Hadel
- 4. Mai 2012 Detlef Troppens
- 18. November 2014 Hans-Peter Haupt, Hans Mauel, Josef Recht, Bernd Pesch, Ludger Strobel, Irmtraut Tóth[28]